# William Preyer

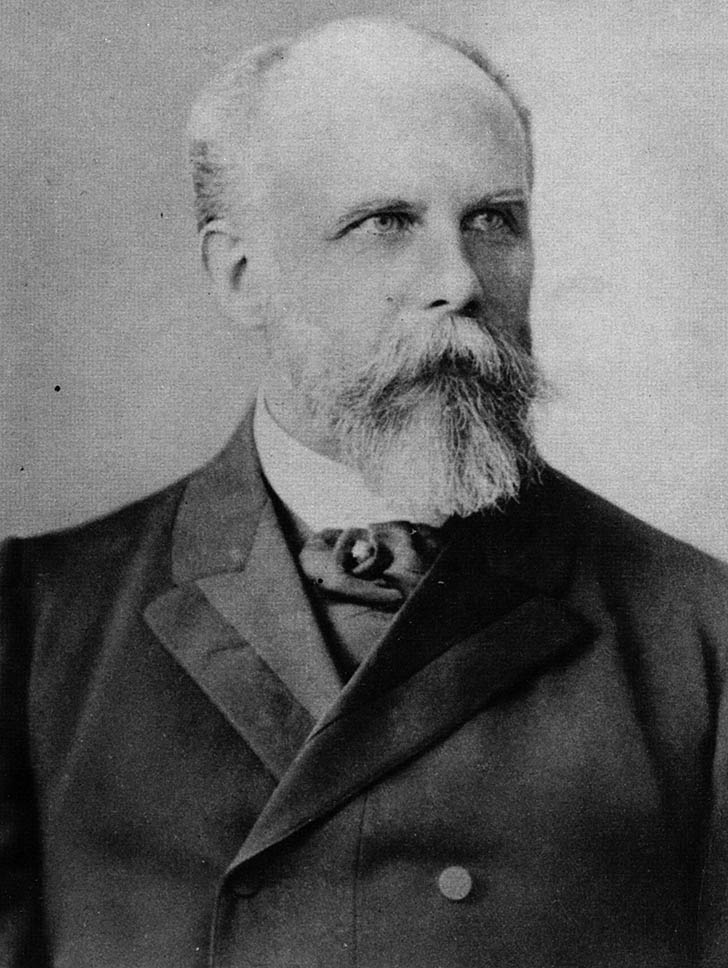
William Thierry Preyer

William Thierry Preyer (* 4. Juli 1841 in Rusholme bei Manchester, England; † 15. Juli 1897 in Wiesbaden) war ein englischer Physiologe. Er war der erste langjährige Ordinarius für Physiologie in Jena, der das Fach Physiologie an der Jenaer Universität nachdrücklich prägen konnte. Er gehörte mit Rudolf Heidenhain zu den ersten Physiologen, die sich mit Problemen des Hypnotismus befassten.

## Leben
William Preyer war der Sohn des großindustriellen Tuchhändlers Heinrich Wilhelm Thierry Preyer (* 23. November 1810 – 12. August 1890) und dessen Frau Adele Klara Marie (geborene Kutter, 23. August 1820 – 29. April 1889). 1854 besuchte er die Clapham Grammar Schule in London, 1855 das Gymnasium in Duisburg und 1857 das Gymnasium in Bonn. 1859 begann er ein Studium der Medizin, welche er in Berlin, Heidelberg und Wien fortsetzte. Nach einer Reise zu den Färöer-Inseln und Island, die er gemeinsam mit dem Geologen Ferdinand Zirkel unternahm, promovierte er 1862 in Heidelberg zum Doktor der Philosophie, mit einer naturwissenschaftlichen Arbeit. 1864 arbeitete er in Paris, habilitierte sich 1865 als Privatdozent in Bonn und wurde dort 1866 Doktor der Medizin.
1867 wechselte er als Dozent nach Jena, wo er im Sommersemester 1869 eine ordentliche Professur der Physiologie erhielt und damit verbunden Direktor des physiologischen Instituts wurde. Dort beteiligte er sich auch an den organisatorischen Aufgaben der Hochschule und war in den Sommersemestern 1878, 1888, sowie im Wintersemester 1873 Rektor der Alma Mater. Er wurde Hofrat von Sachsen Weimar Eisenach, 1879 Mitglied der Leopoldina und zog im Wintersemester 1888/89 als Privatdozent nach Berlin. Nach seiner Emeritierung begab er sich 1897 nach Wiesbaden, wo er an einem Nieren- und Leberleiden verstarb. Preyer wird als Begründer der Kindersprachforschung betrachtet.
Preyer verheiratete sich am 8. Januar 1877 mit Sophie Erika Marie Auguste Josephine Luise (geborene Freiin von Hofmann, * 18. November 1856 in Darmstadt). Ihr gemeinsamer Sohn Axel Thierry Preyer (* 23. November 1877 in Jena) wurde landwirtschaftlicher Sachverständiger beim Generalkonsulat in Kairo. Der Maler Ernest Preyer war sein Bruder.

## Wirken
Mit seinem Namen verbinden sich die Einführung einer experimentell-wissenschaftlichen Ausbildung der Studierenden in der Vorlesung, die Einführung von Seminaren im Fach Physiologie, die systematische Einbeziehung der Studierenden in die Forschungstätigkeit und das ständige Ringen um eine den Lehr- und Forschungsergebnissen angepasste bauliche Gestaltung und naturwissenschaftlich-technische Infrastruktur des Physiologischen Instituts. Preyers wissenschaftliches Werk war durch Charles Darwin und seine Lehren geprägt. Von Bedeutung bis in die Gegenwart sind seine beiden Hauptwerke Die Seele des Kindes und Specielle Physiologie des Embryo. Mit diesen kinderpsychologischen und entwicklungsphysiologischen Untersuchungen trug Preyer wesentlich zu den wissenschaftlichen Grundlagen einer modernen Entwicklungsphysiologie und Entwicklungspsychologie bei.
Preyer wollte die Wissenschaft nicht nur als eine Angelegenheit der Hochschule verstanden wissen. Die „Referierabende“ in Jena waren eine Möglichkeit, wissenschaftliche Fragestellungen mit Vertretern anderer Fachgebiete zu erörtern. In Berlin setzte er sich für eine populäre Form der Wissenschaftsdarstellung ein und vertrat diese Auffassung als Leiter der Mikroskopischen Abteilung der Urania.
2007 wurde zum ersten Mal der nach ihm benannte William-Thierry-Preyer-Award auf der 13. European Conference on Developmental Psychology in Jena an die türkische Wissenschaftlerin Cigdem Kagitcibasi verliehen.

## Schriften (Auswahl)

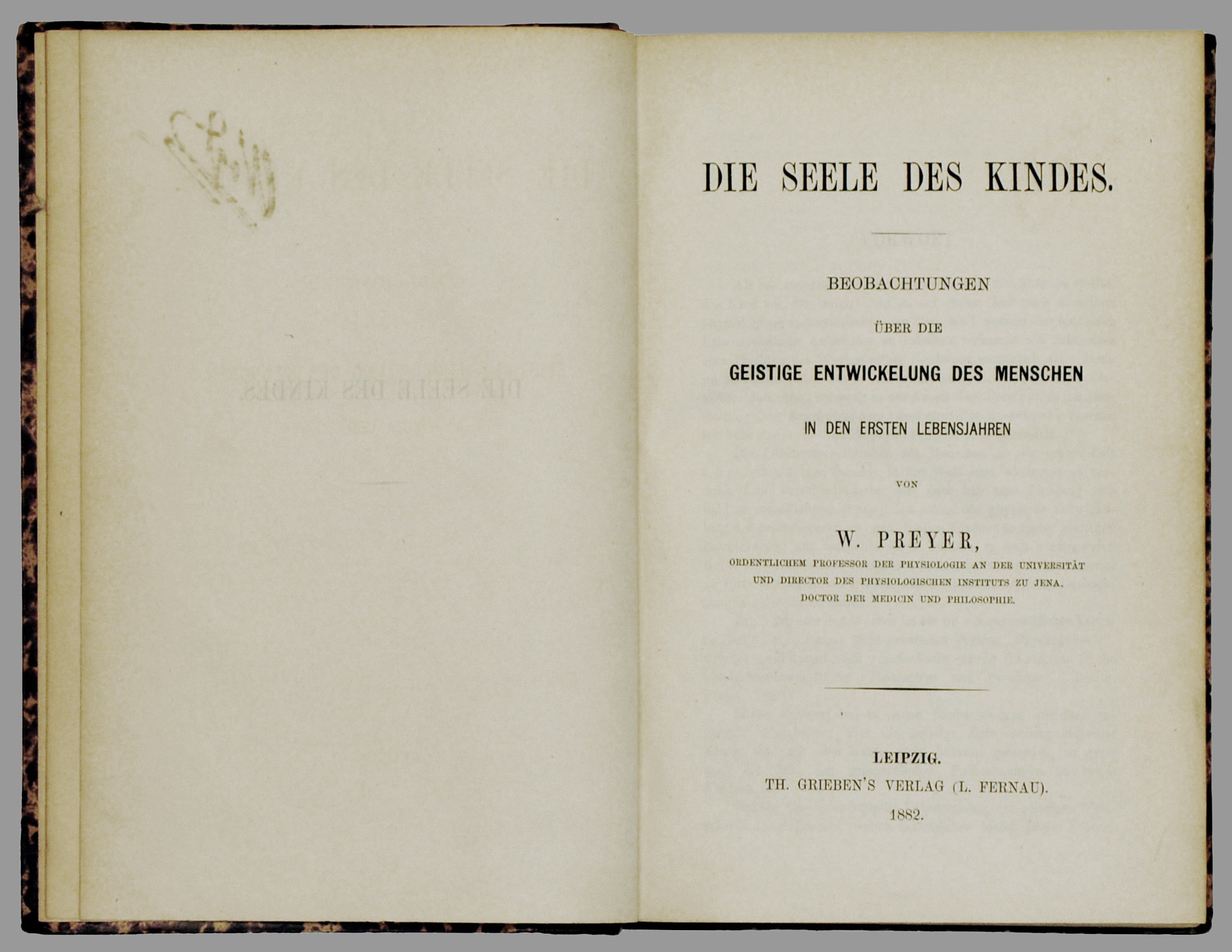
Titelblatt von Die Seele des Kindes

- zusammen mit Ferdinand Zirkel: Reise nach Island im Sommer 1860. Brockhaus, Leipzig 1862.
- De haemoglobino observationes et experimenta. Diss. Univ. Bonn 1866 (Digitalisat).
- Rétablissement de l’irritabilité des muscles roides. 1865.
- Die Blausäure. Physiologisch Untersucht. In zwei Theilen. Bonn 1868–1870.
- Über einige Eigenschaften des Hämoglobins und Methämoglobins. Bonn 1868.
- Die fünf Sinne des Menschen. Leipzig 1870.
- Die Blutkrystalle. Mauke, Jena 1871 (archive.org).
- Das myophysische Gesetz. Jena 1874.
- Über die Grenzen der Tonwahrnehmung. Jena 1876.
- Über die Ursachen des Schlafes. Stuttgart 1877.
- Elemente der reinen Empfindungslehre. Hermann Dufft, Jena 1877.
- Die Käfer und tierische Hypnotismus. Jena 1878.
- Naturwissenschaftliche Thatsachen und Probleme. Berlin: Paetel, 1880 (archive.org).
- Die Entdeckung des Hypnotismus. Nebst eine ungedruckten Original-Abhandlung von Braid in deutscher Übersetzung. Paetel, Berlin 1881.
- Farben und Temperratursinn. 1881.
- Die Seele des Kindes. Beobachtungen über die geistige Entwicklung des Menschen in den ersten Lebensjahren. Grieben, Leipzig 1882; 2. Auflage 1884, (archive.org); 4. Auflage 1895 (archive.org); 9. Auflage, nach dem Tode des Verfassers bearbeitet und hrsg. von Karl L. Schaefer, 1923.
- James Braid: Der Hypnotismus. Ausgewählte Schriften. Deutsch herausgegeben von William Preyer. Paetel, Berlin 1882 (archive.org).
- Elemente der allgemeinen Physiologie. Kurz und leichtfasslich. Grieben, Leipzig 1883 (archive.org).
- Ein neues Verfahren zur Herabsetzung der Körpertemperatur. Jena 1884.
- Specielle Physiologie des Embryo. Leipzig 1885.
- Aus Natur- und Menschenleben. 1885.
- Naturforschung und Schule. Stuttgart 1887.
- Briefe Robert von Mayers an Wilhelm Griesinger nebst dessen Antwortschreiben aus den Jahren 1842 bis 45. Berlin 1889.
- Biologische Zeitfragen. Berlin 1889.
- Der Hypnotismus. Vorlesungen gehalten an der K. Friedrich-Wilhelms-Universität zu Berlin. Nebst Anmerkungen und einer nachgelassenen Abhandlung von Braid aus dem Jahre 1845. Urban & Schwarzenberg, Wien / Leipzig 1890 (archive.org).
- Die geistige Entwicklung in der ersten Kindheit, nebst Anweisung für Eltern, dieselbe zu beobachten. Stuttgart 1893
- Der Prozess Czynski. Thatbestand desselben und Gutachten über Willensbeschränkung durch hypnotische-suggestiven Einfluss etc. Stuttgart 1895.
- Darwin: sein Leben und Wirken. Berlin 1896. Digitalisat
- Zur Psychologie des Schreibens: Mit besonderer Rücksicht auf individuelle Verschiedenheiten der Handschriften. Voss, Hamburg 1895 (Digitalisat).
- Beiträge zu Albert Eulenburgs Real-Encyclopädie der gesammten Heilkunde. Zweite Auflage.
  - Band 1 (1885) (Digitalisat), S. 77–80: Abiogenesis; S. 81–83: Abnorm; S. 181: Actionen; S. 184: Adaptation; S. 210: Aërozoen; S. 218–219: Ageusie; S. 312: Allokinetisch; S. 313: Allotherm; S. 402–403: Anabiose; S. 403–404: Anachromatisch; S. 407: Anaërobien; S. 407–408: Anaesthesie; S. 410–411: Analog; S. 411: Anaplastisch; S. 481–482: Anosmie